# Claudio Aquino
Claudio Ezequiel Aquino (Adrogué, 24 de julho de 1991) é um futebolista argentino que atua como meio-campista. Atualmente joga no Colo-Colo.
No Brasil, ficou conhecido pela curtíssima e polêmica passagem que teve pelo Fluminense, em 2016.

## Estatísticas
| Club               | Temporada | Liga  | Liga | Copa Nacional | Copa Nacional | CopaInternacional | CopaInternacional | Total | Total |
| Club               | Temporada | Jogos | Gols | Jogos         | Gols          | Jogos             | Gols              | Jogos | Gols  |
| ------------------ | --------- | ----- | ---- | ------------- | ------------- | ----------------- | ----------------- | ----- | ----- |
| Ferro Carril Oeste | 2009–2010 | 1     | 0    | -             | -             | -                 | -                 | 1     | 0     |
| Ferro Carril Oeste | 2010–2011 | 26    | 1    | -             | -             | -                 | -                 | 26    | 1     |
| Ferro Carril Oeste | 2011–2012 | 19    | 0    | 0             | 0             | -                 | -                 | 19    | 0     |
| Ferro Carril Oeste | Total     | 46    | 1    | 0             | 0             | -                 | -                 | 46    | 1     |
| Defensa y Justicia | 2012–2013 | 17    | 2    | 0             | 0             | -                 | -                 | 17    | 2     |
| Defensa y Justicia | Total     | 17    | 2    | 0             | 0             | -                 | -                 | 17    | 2     |
| Godoy Cruz         | 2013–2014 | 18    | 1    | 0             | 0             | -                 | -                 | 18    | 1     |
| Godoy Cruz         | 2014      | 15    | 3    | 1             | 0             | 1                 | 0                 | 17    | 3     |
| Godoy Cruz         | Total     | 33    | 4    | 1             | 0             | 1                 | 0                 | 35    | 4     |
| Independiente      | 2015      | 15    | 0    | 3             | 0             | 2                 | 0                 | 20    | 0     |
| Independiente      | 2016      | 12    | 0    | 1             | 1             | -                 | -                 | 13    | 1     |
| Independiente      | Total     | 27    | 0    | 4             | 1             | 2                 | 0                 | 33    | 1     |
| Fluminense         | 2016      | 2     | 0    | 0             | 0             | -                 | -                 | 2     | 0     |
| Fluminense         | Total     | 2     | 0    | 0             | 0             | -                 | -                 | 2     | 0     |
| Belgrano           | 2016–2017 | 13    | 0    | 1             | 0             | -                 | -                 | 14    | 0     |
| Belgrano           | Total     | 13    | 0    | 1             | 0             | -                 | -                 | 14    | 0     |
| Unión              | 2017–2018 | 7     | 0    | 1             | 0             | -                 | -                 | 8     | 0     |
| Unión              | Total     | 7     | 0    | 1             | 0             | -                 | -                 | 8     | 0     |
| Guaraní            | 2018      | 9     | 0    | 0             | 0             | -                 | -                 | 9     | 0     |
| Guaraní            | 2019      | 0     | 0    | 0             | 0             | -                 | -                 | 0     | 0     |
| Guaraní            | Total     | 9     | 0    | 0             | 0             | -                 | -                 | 9     | 0     |
| Total              | Total     | 154   | 7    | 7             | 1             | 3                 | 0                 | 164   | 8     |

## Títulos
Guaraní
- Copa do Paraguai: 2018

Vélez Sarsfield
- Campeonato Argentino: 2024